# Melanella catalinensis
Melanella catalinensis är en snäckart som beskrevs av Bartsch 1917. Melanella catalinensis ingår i släktet Melanella och familjen Eulimidae. Inga underarter finns listade i Catalogue of Life.